# Konrad-Wolf-Straße
Die Konrad-Wolf-Straße verbindet den Weißenseer Weg mit der Hauptstraße in Hohenschönhausen und verläuft etwa in Südwest-Nordost-Richtung. Angelegt wurde der Verkehrsweg bereits in früheren Jahrhunderten, er verband den Ort Hohenschönhausen mit Alt-Berlin und trug deshalb den Namen Berliner Straße. Ihren aktuellen Namen erhielt sie zu Ehren des deutschen Filmregisseurs Konrad Wolf im Jahr 1985. Seit der Eingemeindung nach Berlin 1920 gehörte die Straße zum Bezirk Weißensee, ab 1985 zum Bezirk Hohenschönhausen und seit der Berliner Bezirksreform 2001 zum Bezirk Lichtenberg.

## Geschichte
Die Konrad-Wolf-Straße geht auf einen seit der Entstehung Hohenschönhausens im 13. und 14. Jahrhundert vorhandenen Verbindungsweg zurück. 1897 wurde das auf der Hohenschönhauser Gemarkung befindliche Teilstück nach seinem Zielpunkt als Berliner Straße bezeichnet, das Teilstück westlich der damaligen Hohenschönhauser Grenze trug den Namen Hohenschönhauser Straße. Eine Benennung der Straße vor diesem Zeitpunkt ist nicht nachgewiesen.
Aufgrund von Zerstörungen am Ende des Zweiten Weltkriegs sind auf der Nordwest-Seite von den Friedhöfen bis zum Weißenseer Weg keine historischen Gebäude erhalten. Hier entstanden in den 1950er Jahren das Sportforum Hohenschönhausen sowie Wohnbauten für eine Kinder- und Jugendsportschule und ein zugehöriger Hotelkomplex.
Die Umbenennung der Berliner Straße erfolgte anlässlich des 60. Geburtstages von Konrad Wolf am 20. Oktober 1985. Gleichzeitig wurde ein Teil der Hohenschönhauser Straße zwischen Weißenseer Weg und Altenhofer Straße in die Konrad-Wolf-Straße einbezogen.
Nach dem Mauerfall wurde aufgrund eines Beschlusses des nun zuständigen Berliner Senates eine Straßenumbenennung diskutiert, die allerdings keine Mehrheit fand.
Seit den 1990er Jahren steht am südwestlichen Ende der Konrad-Wolf-Straße ein mehrgeschossiges Geschäftshaus mit der Bezeichnung Hohenschönhauser Tor. Im 21. Jahrhundert ließ die zuständige Bezirksverwaltung die Straße grundsanieren und Fahrradwege als Angebotsstreifen herrichten.

## Hausnummernzählung
Sie verläuft von Nummer 1 an der Kreuzung Suermondt-/Hauptstraße auf dem nördlichen Abschnitt bis 58 an der Kreuzung mit dem Weißenseer Weg. Die Hausnummer 8 teilt sich in mehrere Buchstaben auf, die zugehörigen Bauten befinden sich in einem nordwärts geführten Bypass zur eigentlichen Konrad-Wolf-Straße. Auf der Südseite führen die Hausnummern zurück bis 146. In südwestlicher Richtung setzt sich der Verkehrsweg als Hohenschönhauser Straße fort, die zum Ortsteil Fennpfuhl gehört.

## Verkehr
In der Straße fuhr ab dem 21. Oktober 1899 die Straßenbahn Berlin–Hohenschönhausen, die 1920 vollständig in das Netz der Berliner Straßenbahn integriert wurde. Bei den baulichen Erweiterungen des damaligen Stadtteils in den 1980er Jahren wurden die ursprünglichen Endstellen von der Falkenberger Straße/Gartenstadt Hohenschönhausen ostwärts weiter geführt und die Streckenführung neu geplant.
Nach der politischen Wende und vor allem zu Beginn des 21. Jahrhunderts ließ die BVG in Abstimmung mit den zuständigen Bezirksämtern den Straßenbelag und schließlich die Schienenführung komplett erneuern. Die Haltestellenbereiche wurden fahrgastfreundlich umgebaut und damit der Fahrstreifen für den Kraftverkehrs auf je einen pro Seite eingeengt. Außerdem erhielt der Asphaltbelag Markierungen für beidseitige Radwege.

## Sehenswürdigkeiten und Baudenkmale entlang der Straße

### Nördliche Straßenseite
– geordnet nach aufsteigenden Hausnummern –

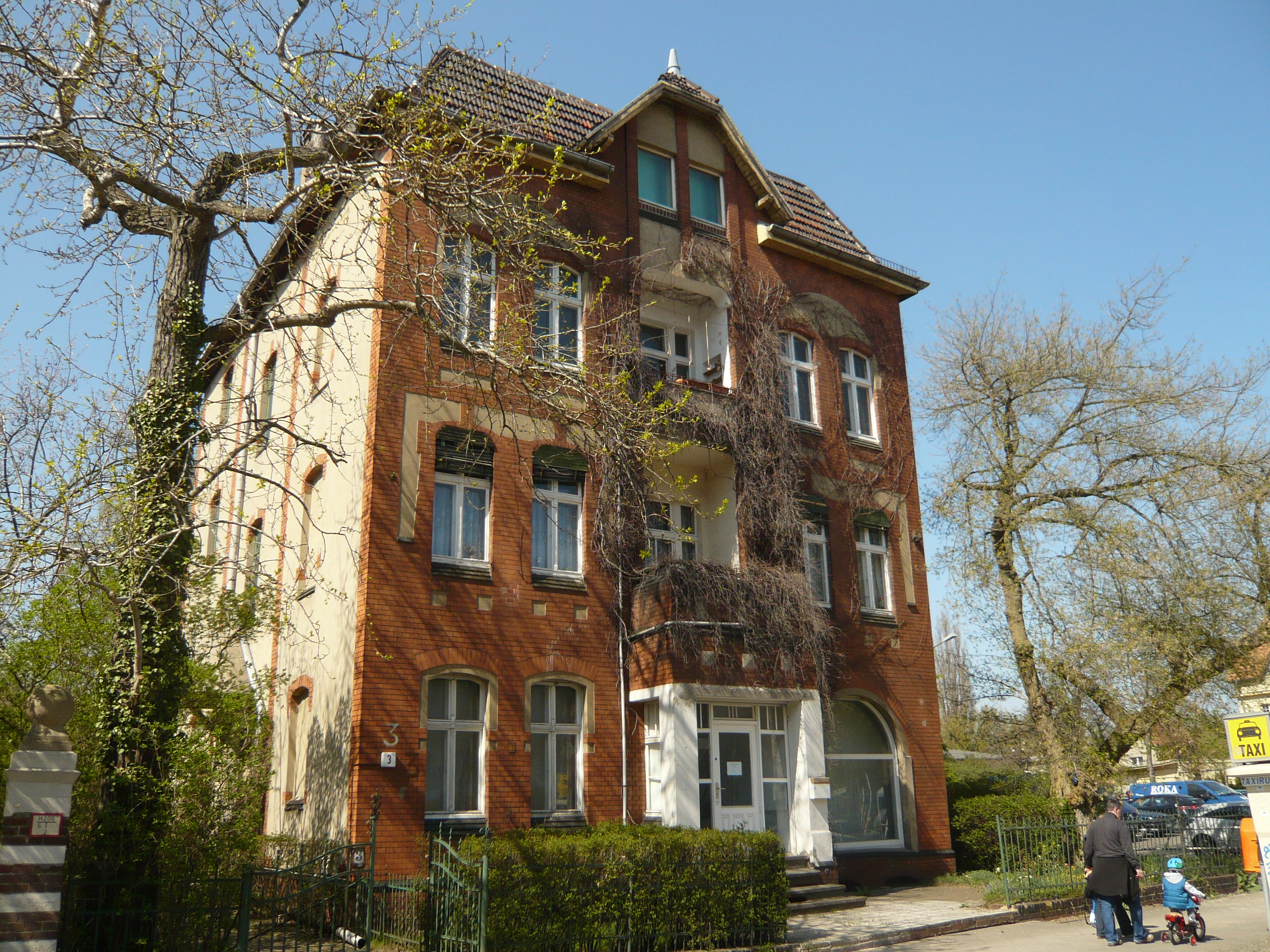
Wohnhaus des Künstlers Eberhard Bachmann

- 14: Historische Fabrikgebäude der Löwenbrauerei.
- 15/16: Zusammen mit den Wohnhäusern in der Oberseestraße 101–109 bilden die Gebäude eine denkmalgeschützte Wohnanlage. Sie entstand 1927 im Ergebnis der Planungen des Architekten Paul Ludwig Schulte.[3]
- in Höhe der Nr. 21: Der Bildhauer Eberhard Bachmann (1924–2008), der zahlreiche Kunstwerke für den Berliner Stadtraum geschaffen hat, hatte an der Konrad-Wolf-Straße Ecke Degnerstraße sein Wohnhaus mit Atelier.
- 31–32: St. Pius-St. Hedwig-Friedhof,[4] auf dem Friedhof der St.-Hedwigs-Gemeinde befinden sich Ehrenhaine für belgische, niederländische und sowjetische Kriegsopfer aus zwei Weltkriegen.[5]
- 33–34: St. Andreas-St. Markus-Friedhof[6]
- 39/40: Wellblechpalast, ein Kunsteisstadion, das 1958 als Freiluftbahn eröffnet und 1963 als Halle umgerüstet wurde. Es war bis 2008 die Spielstätte der Eisbären Berlin, die anschließend in die Mercedes-Benz Arena umzogen.[7]
- 45–52: Auf der amtlichen Karte wurden die Gebäude noch als Kongresszentrum ausgewiesen (Stand 2010); der Hotelkomplex steht seit etwa 2006 leer. Ein Privatinvestor plant an dieser Stelle ein dreistufig abgetrepptes Hochhausensemble mit dem Vermarktungsnamen Triple.

### Südliche Straßenseite
– geordnet nach aufsteigenden Hausnummern –
- 60: Hohenschönhauser Tor

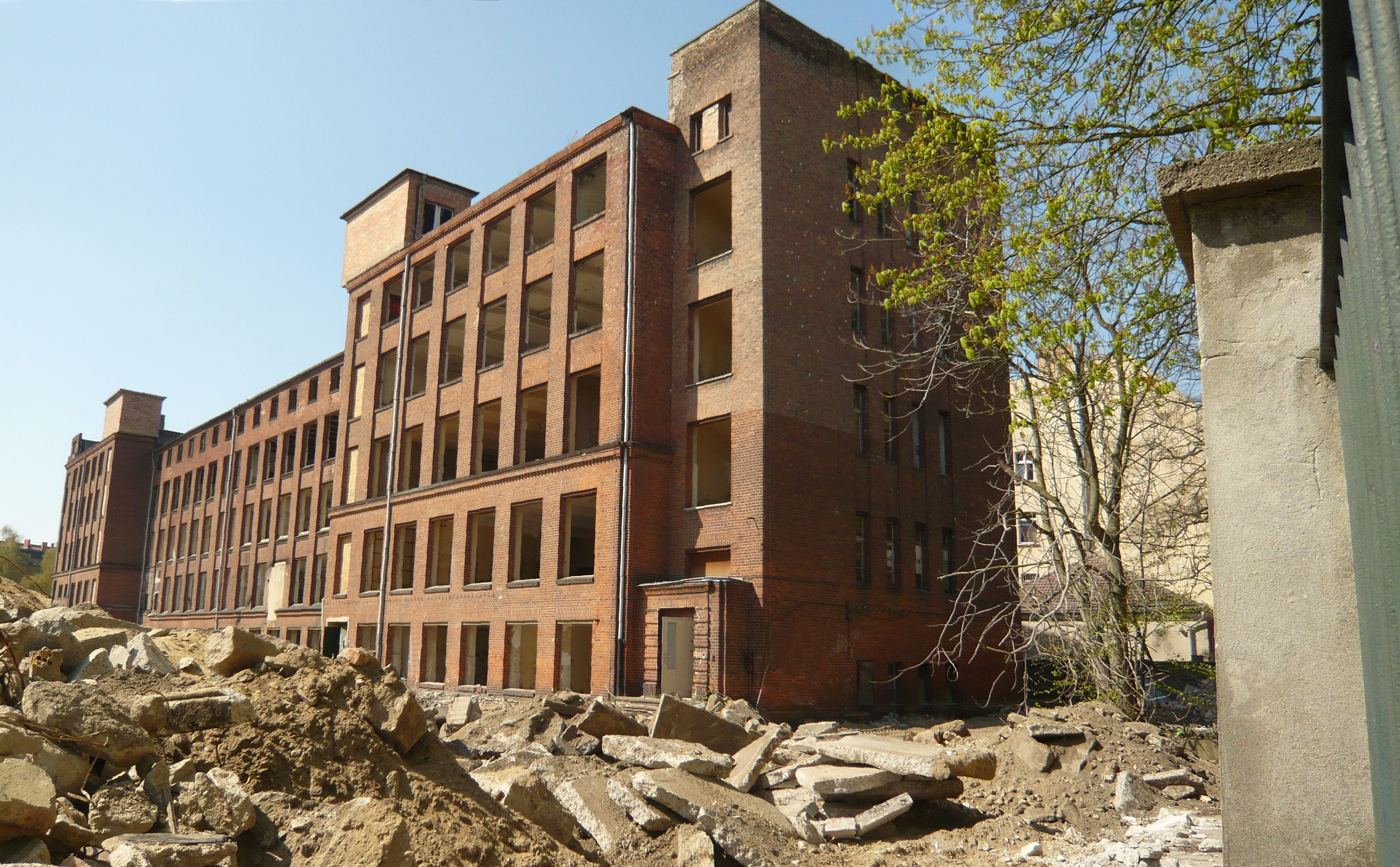
Hauptgebäude der früheren Zuckerfabrik während der Entkernung im Frühjahr 2010

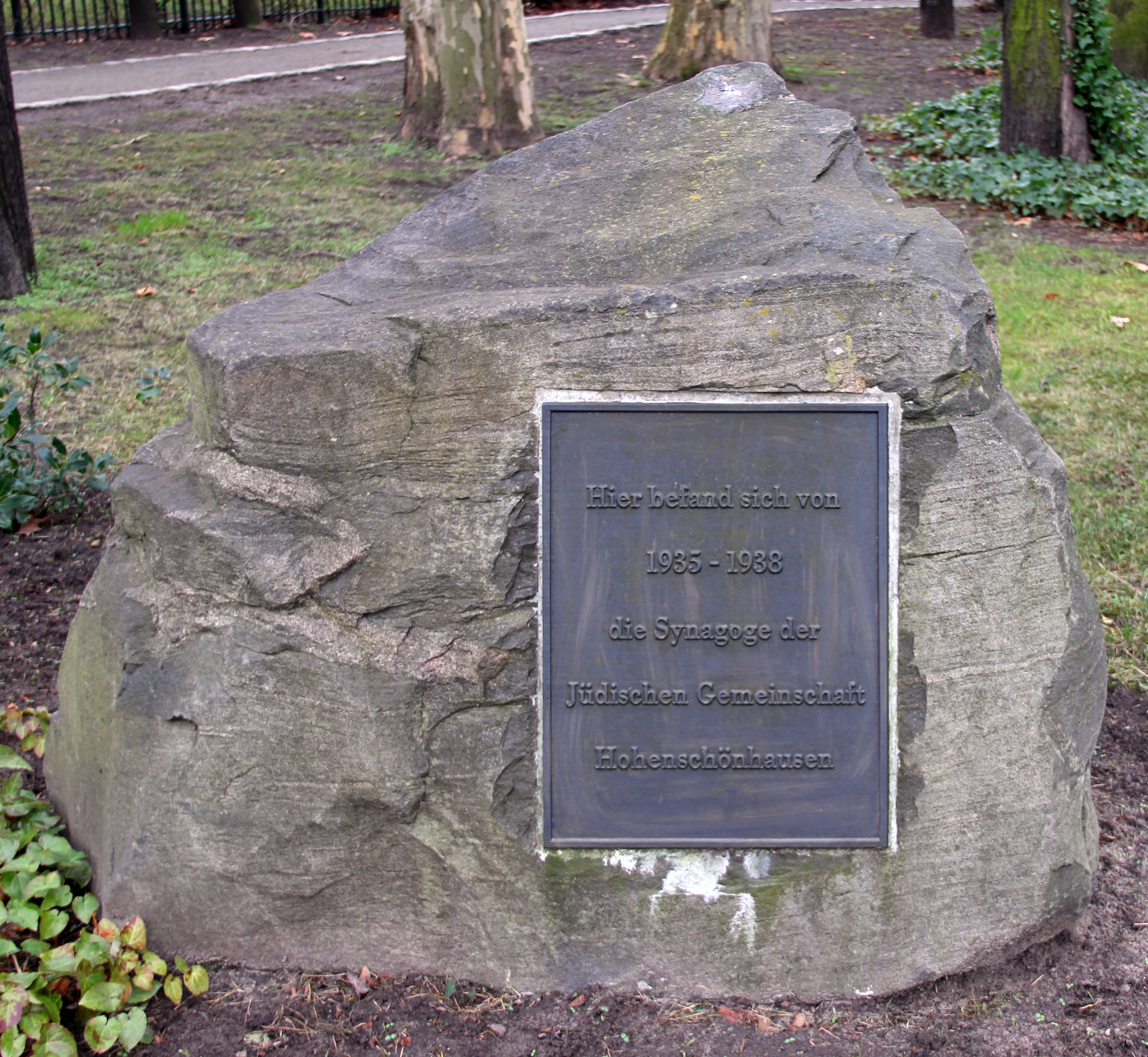
Gedenkstein für die ehemalige Synagoge

- 70: Das hier befindliche Wohnhaus wurde 1886 nach Plänen des Zimmermanns H. R. Remus von den Maurern Wilhelm Allruf und R. Schiele errichtet und steht unter Denkmalschutz.[8]
- 82–84: Denkmalgeschützte Zuckerwarenfabrik
- in Höhe der Nr. 90: Hier stand bis in die 1930er Jahre eine Synagoge, woran eine Gedenktafel an einem Findling erinnert. Findling und Tafel wurden im Mai 2021 beschmiert und vom Senat anschließend erneuert und wieder eingeweiht.[9]
- 98: Galerie 100 – ein Ausstellungskomplex im Erdgeschoss unter kommunaler Verwaltung